# Plectrocnemia conspersa
Plectrocnemia conspersa är en art av nattslända som först beskrevs av John Curtis 1834. Den ingår i släktet Plectrocnemia och familjen fångstnätnattsländor. Arten är reproducerande i Sverige.

## Underarter
Arten delas in i följande underarter:
- P. c. breviuscula
- P. c. indiga
- P. c. keftiu